# Čchiou Jing

Kandidáti zjišťují výsledky úřednických zkoušek, detail, připisováno Čchiou Jingovi, 1540

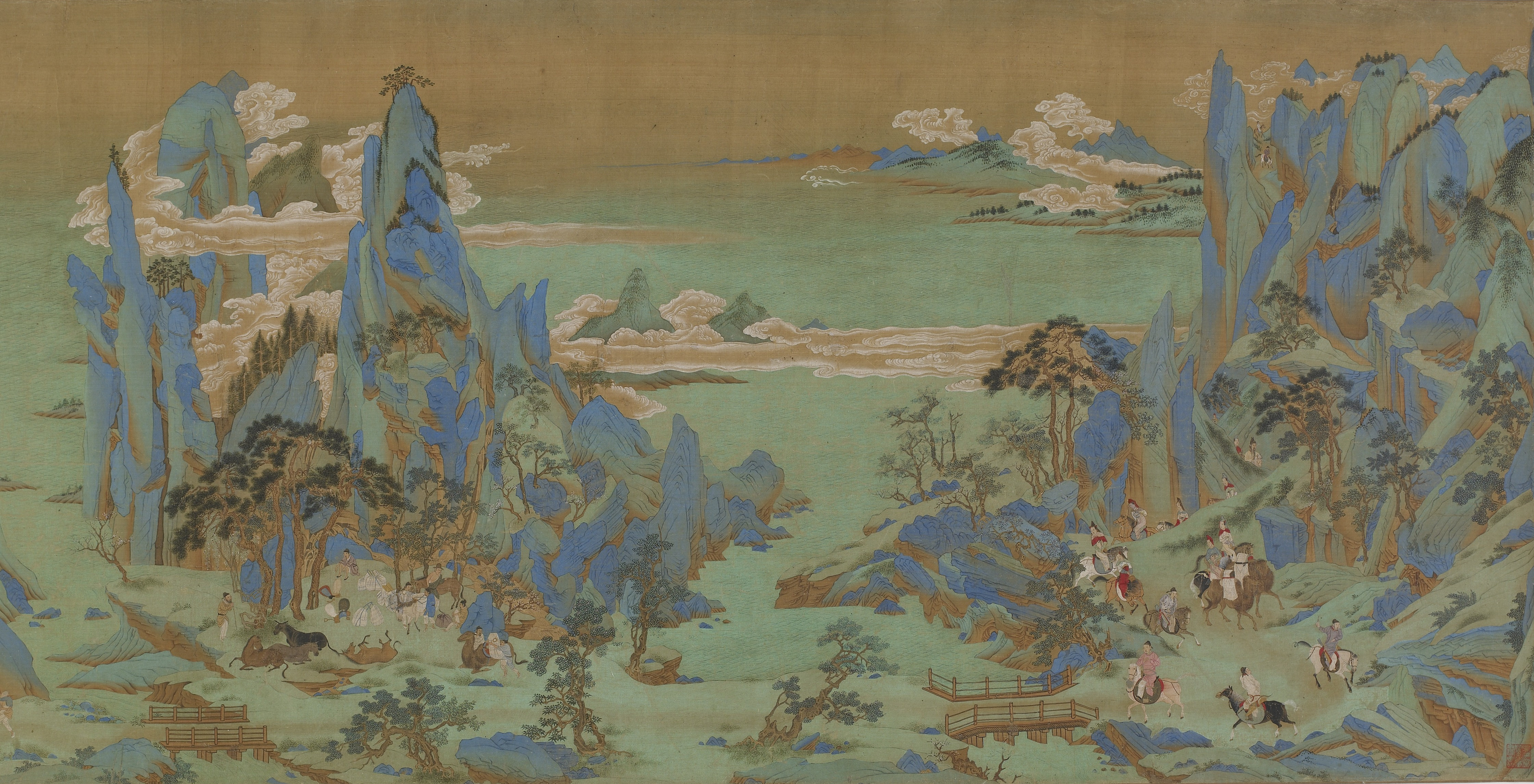
Putování císaře Ming-chuanga do S’-čchuanu, pozdně mingská kopie díla Čchiou Jinga

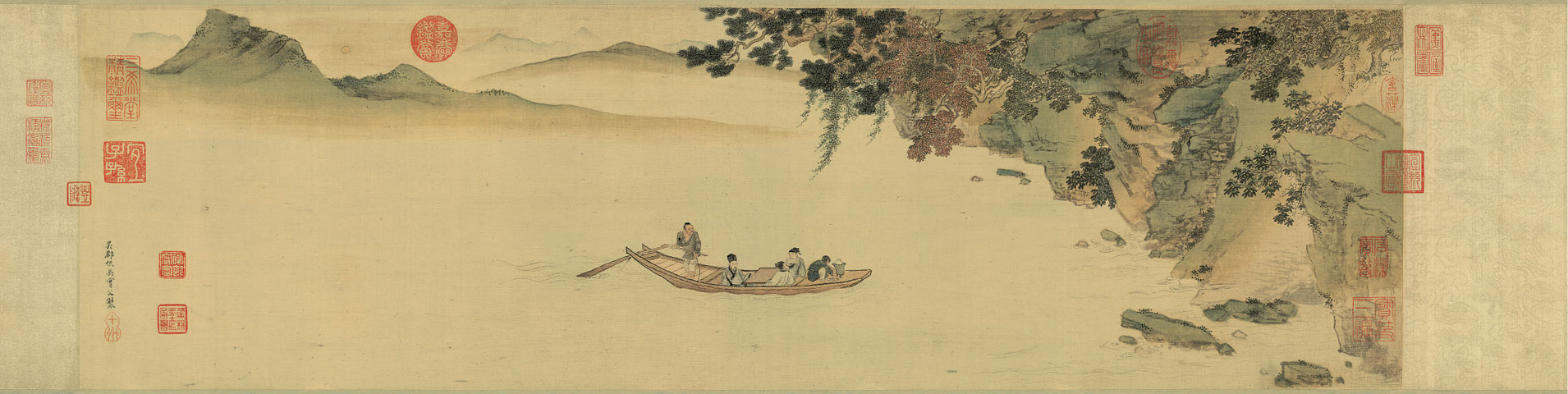
Rudé útesy, Čchiou Jing

Čchiou Jing (čínsky pchin-jinem Qiú Yīng, znaky 仇英; 1494?–1552) byl čínský malíř mingské doby, patřící k nejvýznamnějším reprezentantům mingského umění, jeden ze čtyř mingských mistrů. Byl proslulý svými zdobnými krajinami a výjevy z palácového života.

## Jméno
Čchiou Jing používal zdvořilostní jméno Š’-fu (čínsky pchin-jinem Shífù, znaky zjednodušené 实父, tradiční 實父) a pseudonym Š’-čou (čínsky pchin-jinem Shízhōu, znaky 十洲).

## Život a dílo
Narodil se v řemeslnické rodině v Tchaj-cchangu (nyní v provincii Ťiang-su) a vyučil se výrobě lakových výrobků. Přesídlil do Su-čou, hospodářského a uměleckého centra tehdejší Číny, aby se mohl stát malířem. Zprvu zdobil dveře a stěny domů, později se stal učedníkem Čou Čchena a Tchang Jina. Stal se profesionálním malířem závislým na podpoře bohatých mecenášů. Známo je kolem 120 jeho obrazů, nejstarší je z roku 1530.
Smíšením návyků z výzdoby lakových výrobků a výuky u sučouských mistrů založené na kopírování starých mistrů (v němž byl tak úspěšný, že jeho práce byly od děl tchangských a sungských mistrů k nerozeznání) si vytvořil originální styl, mezi současníky mimořádně populární a obdivovaný. Zákazníci si cenili zvláště vnější efektnosti jeho obrazů, připomínající nazdobené lakové předměty. Populární byl až tak, že obchodníci jeho jménem podepisovali množství obrazů, často vzdálených jeho stylu.
Ačkoli pro sučouskou školu Wu je typická malba tuší, Čchiou Jing maloval i krajiny v zeleno-modrém stylu a kompozice na pomezí krajinářského žánru šan-šuej a figurální malby (žen-wu), často s tématem přátel (Letní posezení pod banánovníky, 蕉陰結夏).
Vynikl i v žánru „malby krasavic“ (š’-nü), jak v jeho romantické variantě (např. Báseň o opuštěné ženě), tak klasické (Jitro v chanském paláci, 漢宮春曉圖). Vrcholem jeho tvorby v této oblasti je cyklus šedesáti portrétů Nešťastné krásky tisíce podzimů (千秋絕豔圖).
Byl mistrem techniky kung–pi (pracný štětec), precizní malby jemným štětcem. 
Jeho všestranný talent mu zajistil místo mezi „Čtyřmi velkými mistry dynastie Ming“ (Čchiou Jing, Šen Čou, Wen Čeng-ming a Tchang Jin). Důraz na dekorativnost a eleganci obrazů i čerpání z odkazu minulých generací byly ve shodě s uměleckými pravidly mingské malířské akademie. Je proto tradičně řazen ke konzervativnímu křídlu jižních škol, případně k jižnímu směru akademické tradice, byť zaujímal relativně samostatné postavení.

## Galerie

Obrazy Čchiou Jinga
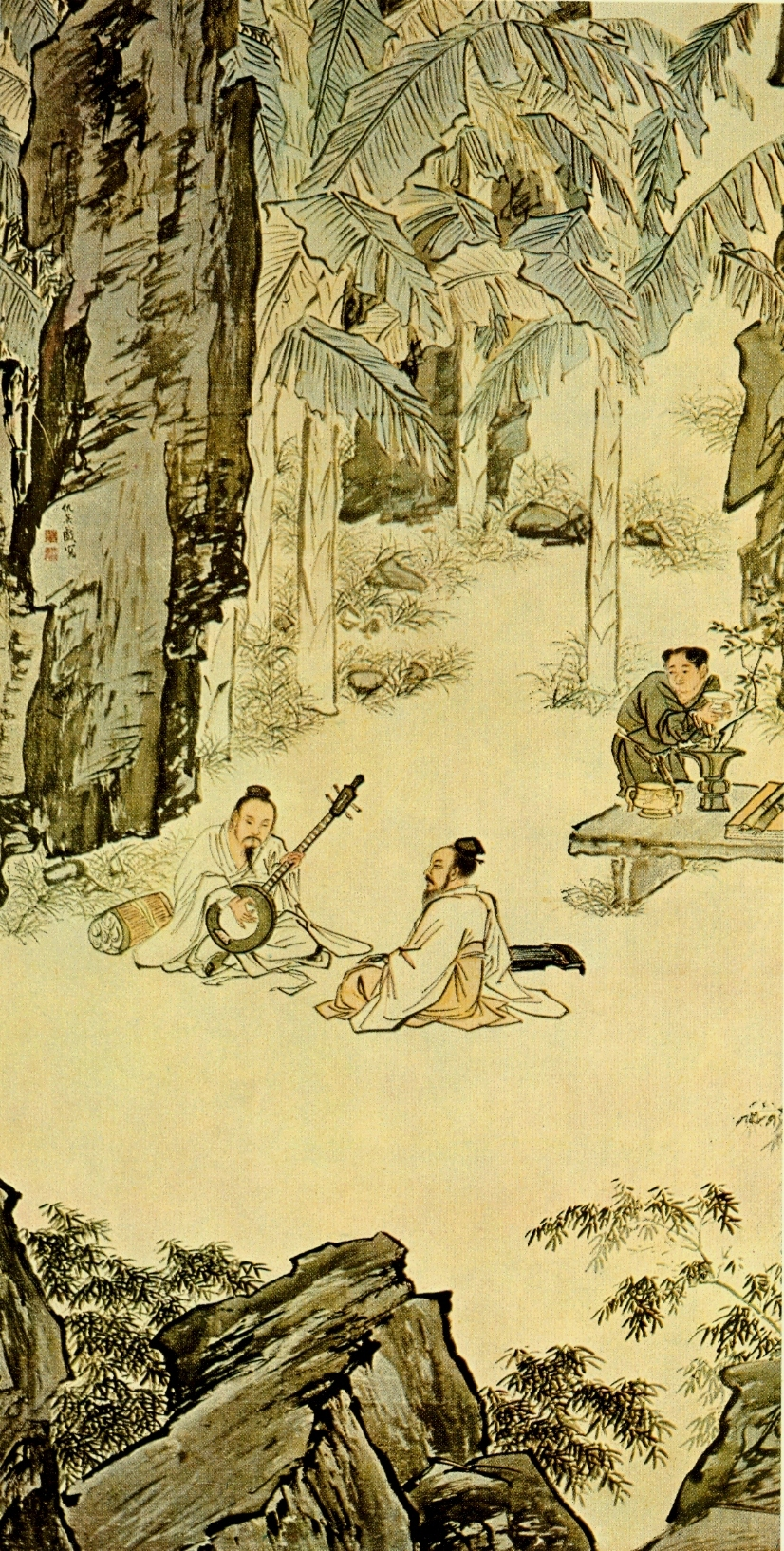
Letní posezení pod banánovníky
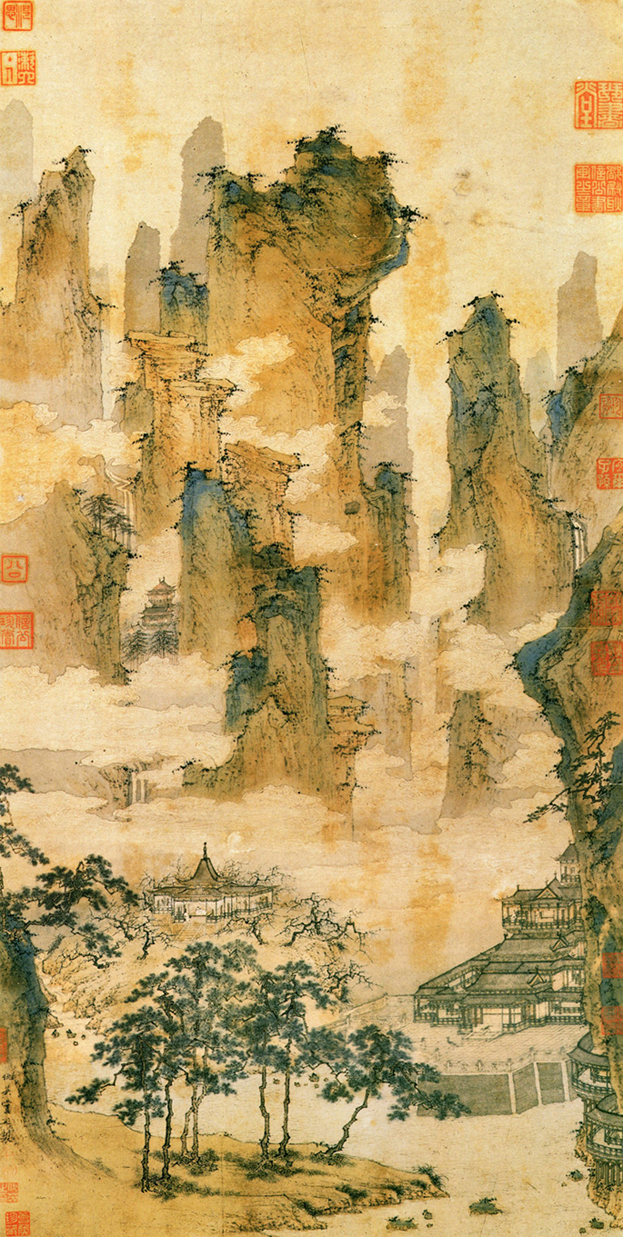
Pavilón v horách nesmrtelných
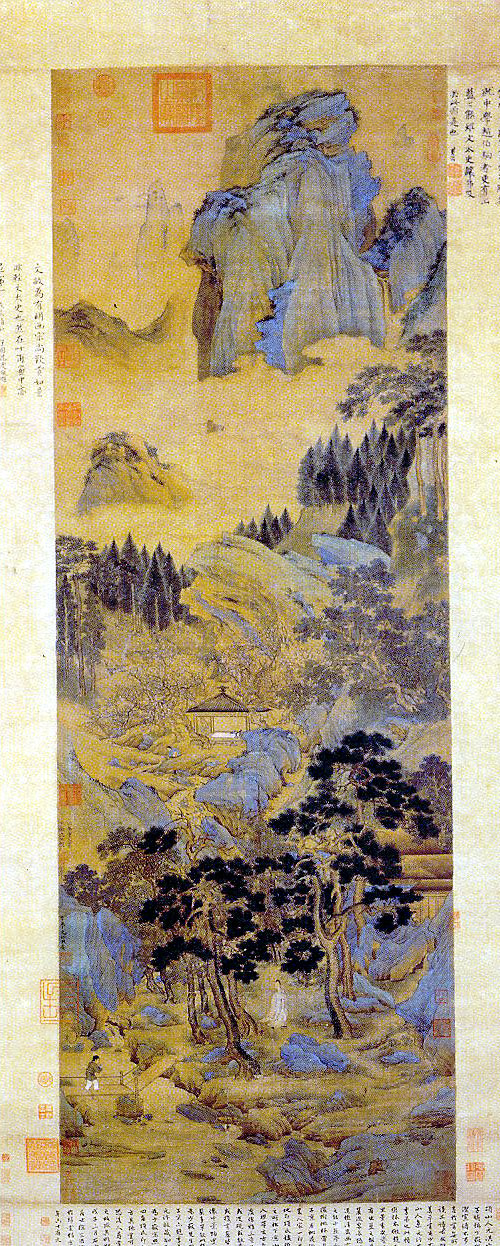
Vesnice broskvoní
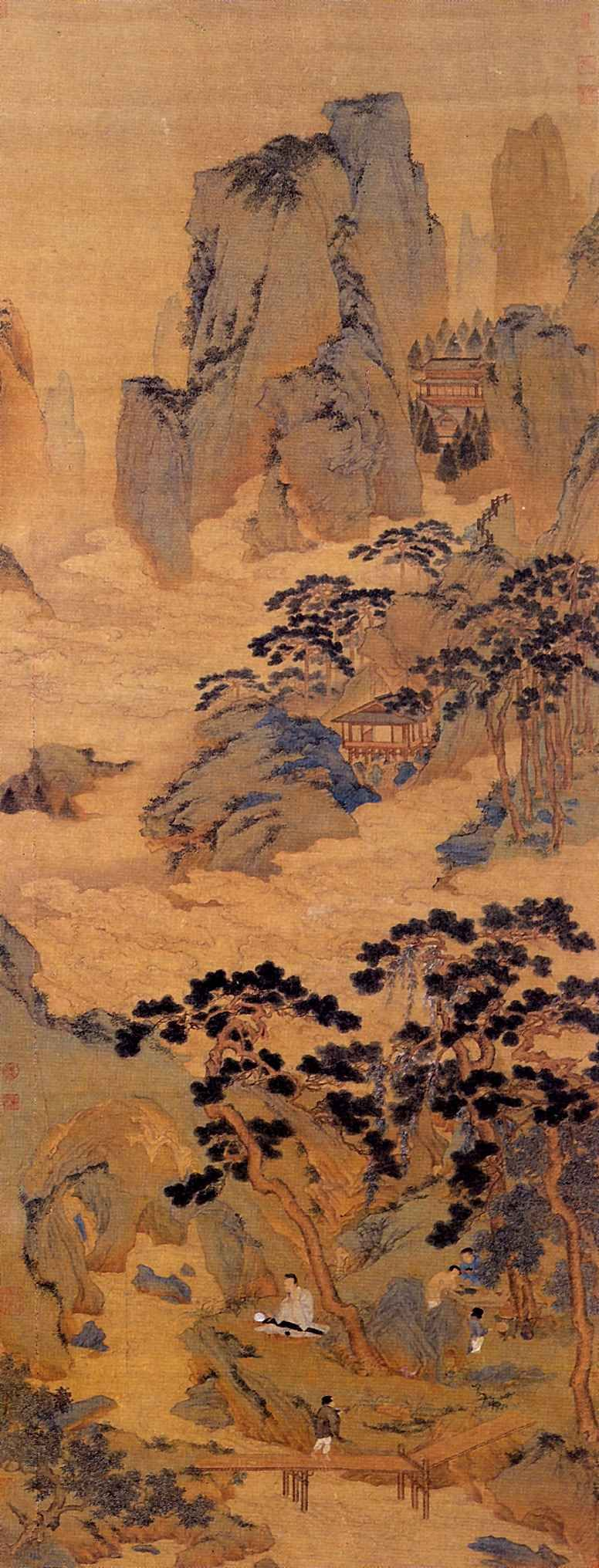
Nefritová jeskyně v zemi nesmrtelných
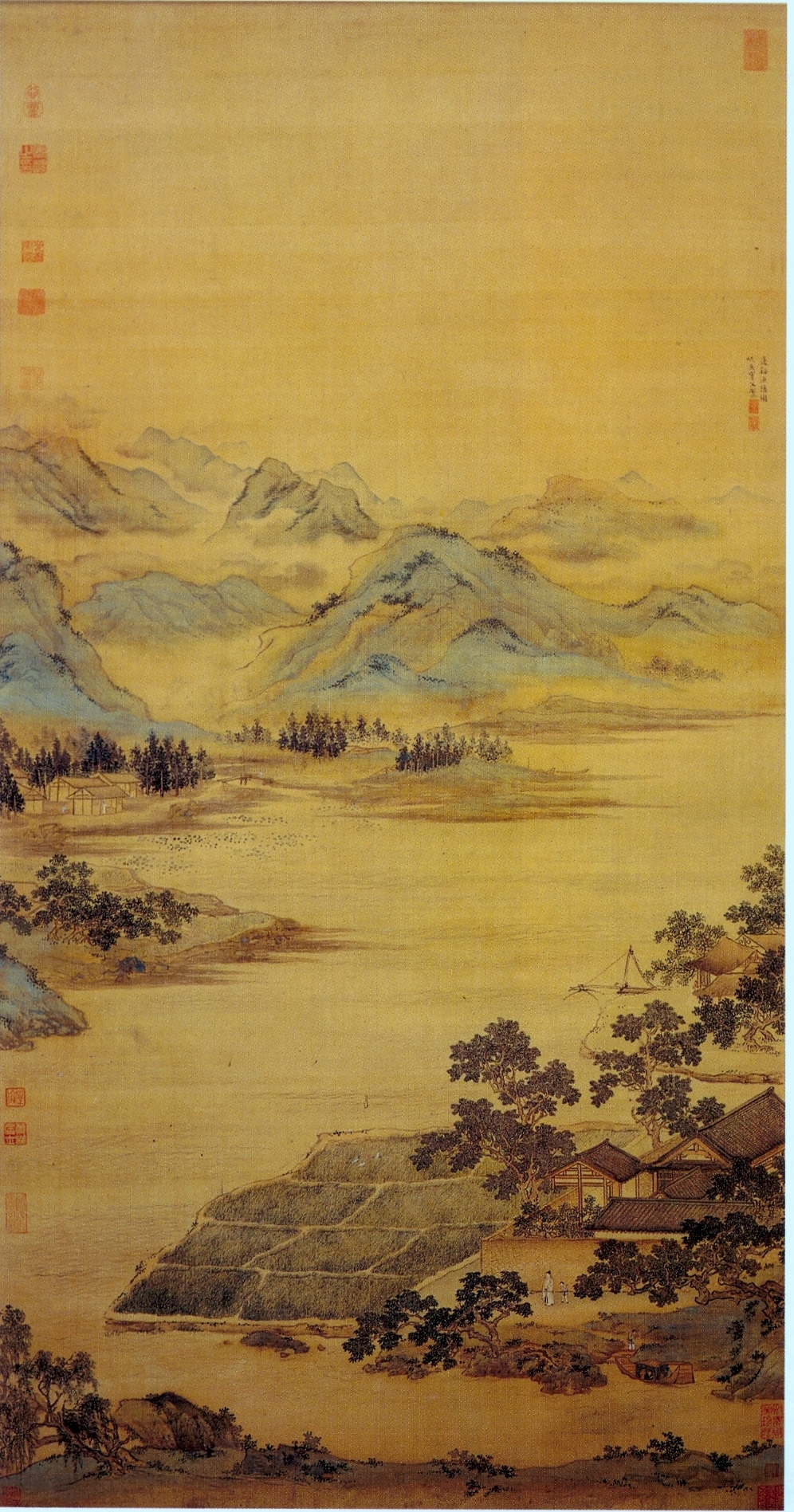
Samotářský rybář v údolí lotosů
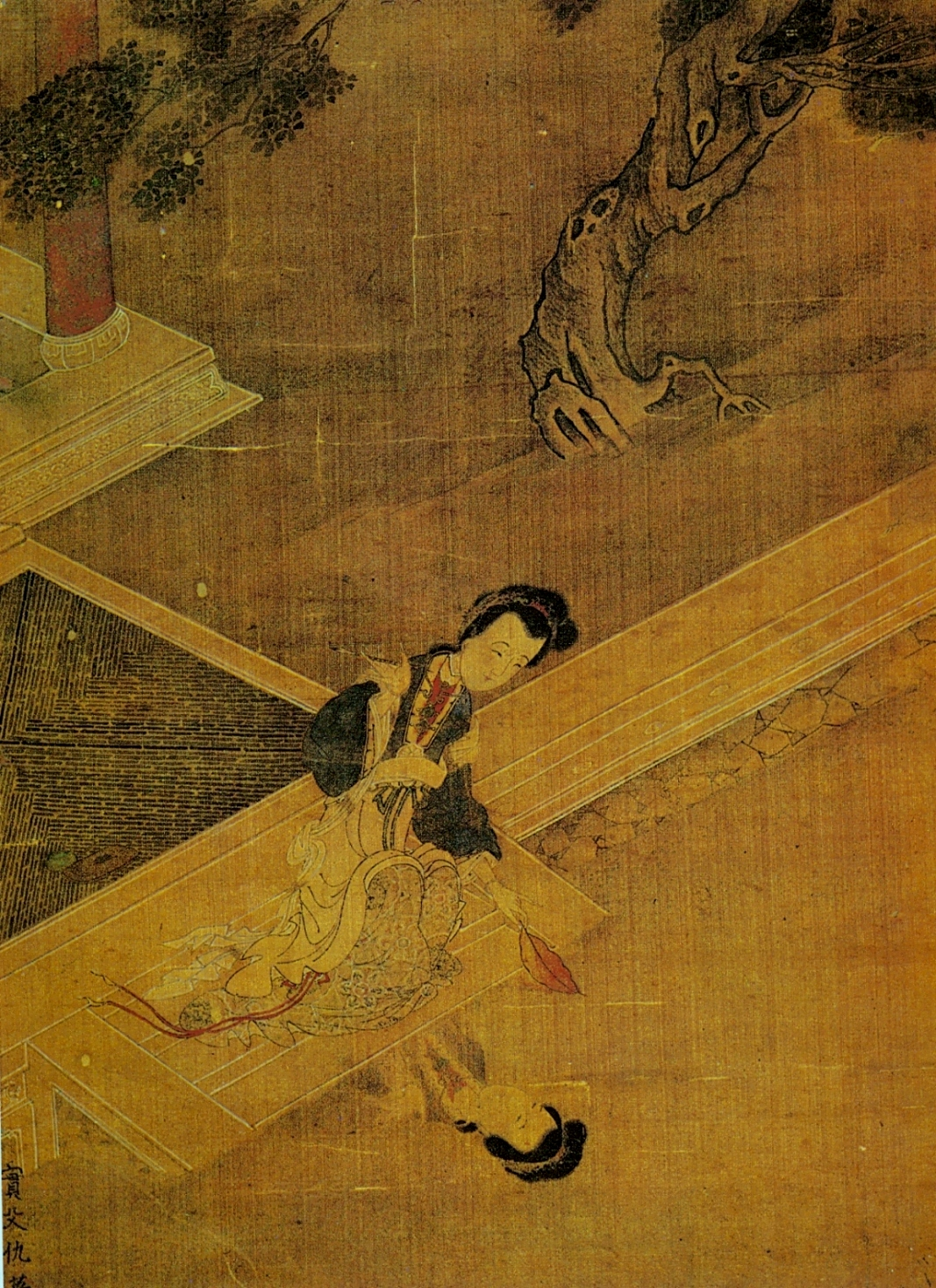
Báseň o rudém listu